# Disney Cuties
Disney Cuties est une gamme de produits de Disney Consumer Products spécialisée dans les produits de la maison, les articles pour les enfants et pour les bébés. Elle a été lancée en septembre 2004. Le concept de cette gamme est basé sur un nouvel aspect graphique des principaux personnages de Disney, à savoir l'univers de Mickey Mouse et celui de Winnie l'ourson. 

## Le concept
Cet aspect reprend un style développé dans le manga et popularisé par le personnage japonais d'Hello Kitty et le personnage coréen de Pucca.
Le style graphique est très épuré. Il se base sur de rares lignes épaisses mais qui présente le personnage de manière « rapetissée » (proche du principe du Super deformed) et « mignonne » (Kawaii en japonais, cute en anglais) souvent joufflue. 
La société Disney semble avoir été intéressée par ce concept à la suite du fort engouement pour le personnage de Pucca, dont la chaîne Jetix (filiale de Disney depuis 2004) diffuse les aventures.

## Les personnages Cute
- Univers de Mickey Mouse
  - Mickey Mouse
  - Minnie Mouse
  - Donald Duck
  - Daisy Duck
  - Dingo
  - Pluto
  - Tic et Tac
- Univers de Winnie l'ourson
  - Winnie l'ourson
  - Bourriquet
  - Tigrou
  - Porcinet
- Autres
  - Bambi
  - Panpan
  - Stitch

## Différents produits
La société Disney Consumer Products commercialise de nombreux objets présentant les personnages Cute. Les trois principaux secteurs sont
- les articles de maison et principalement les objets de la cuisine comme les mugs, les tasses, les bols...
- les articles pour les enfants : vêtements pour filles, principalement pour les préadolescentes, des articles scolaires (cartables, crayons, cahiers,...)
- les articles pour bébés (associé à Disney Baby) à savoir des vêtements, peluches, jouets...

Il existe aussi 
- une série de livrets en langue anglaise contenant des histoires des Disney Cuties.
  - Got Class?, Suzy Capozzi (25 juillet 2006)
  - Putting on the Glitz, Andrea Posner-Sanchez (25 juillet 2006)
  - Project: Bedroom, Apple Jordan (22 août 2006)
  - Stuck on You!, Apple Jordan (26 décembre 2006)
- sur le site de jeu DGamer, un jeu en flash nommé Disney Cuties Crazy Daze lancé le 14 août 2006.